# 徐枋

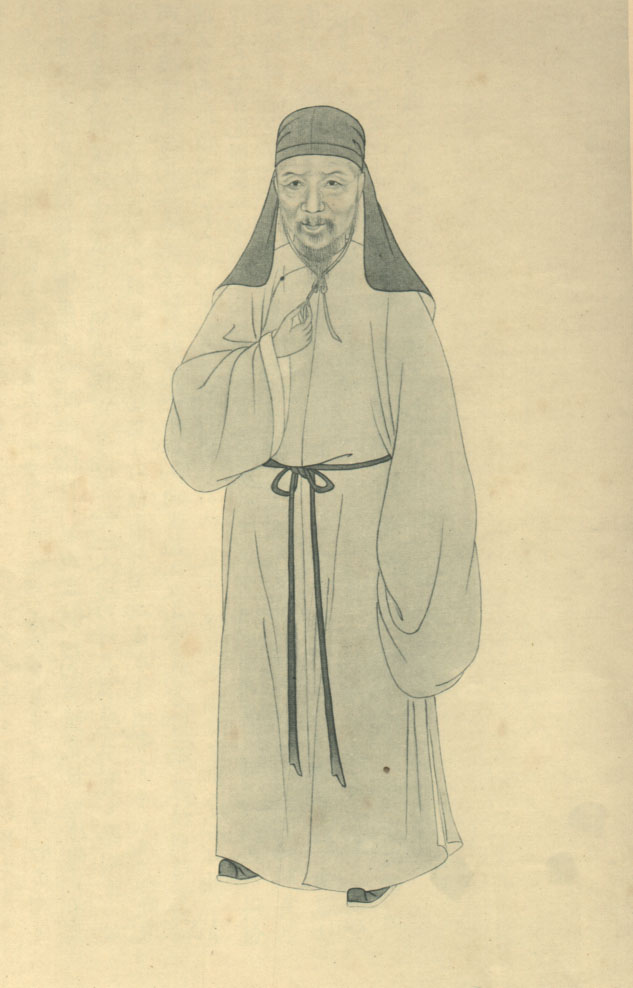
《清代學者象傳》第一集之徐枋像

徐枋（1622年—1694年），字昭法，號俟齋、秦餘山人，南直隸蘇州府長洲縣人，明末清初畫家。

## 生平
南明少詹事徐汧之子。崇禎十五年（1642年）壬午科應天鄉試舉人。弘光元年（清順治二年，1645年），其父徐汧殉節，遵父命不仕清，隱居於天平山麓“澗上草堂”，自稱孤哀子。書擅行草，長於山水畫，取法董源、巨然、荊浩、關仝，亦宗倪瓚、黃公望，與朱用純、楊無咎並稱“吳中三高士”。終身不入城市，家貧，賣畫自食，例不書款。弟子潘耒稱他：“賣畫賣箬，非力不食”。與宣城沈壽民、嘉興巢鳴盛稱“海內三遺民”。